# Cedric Parkin

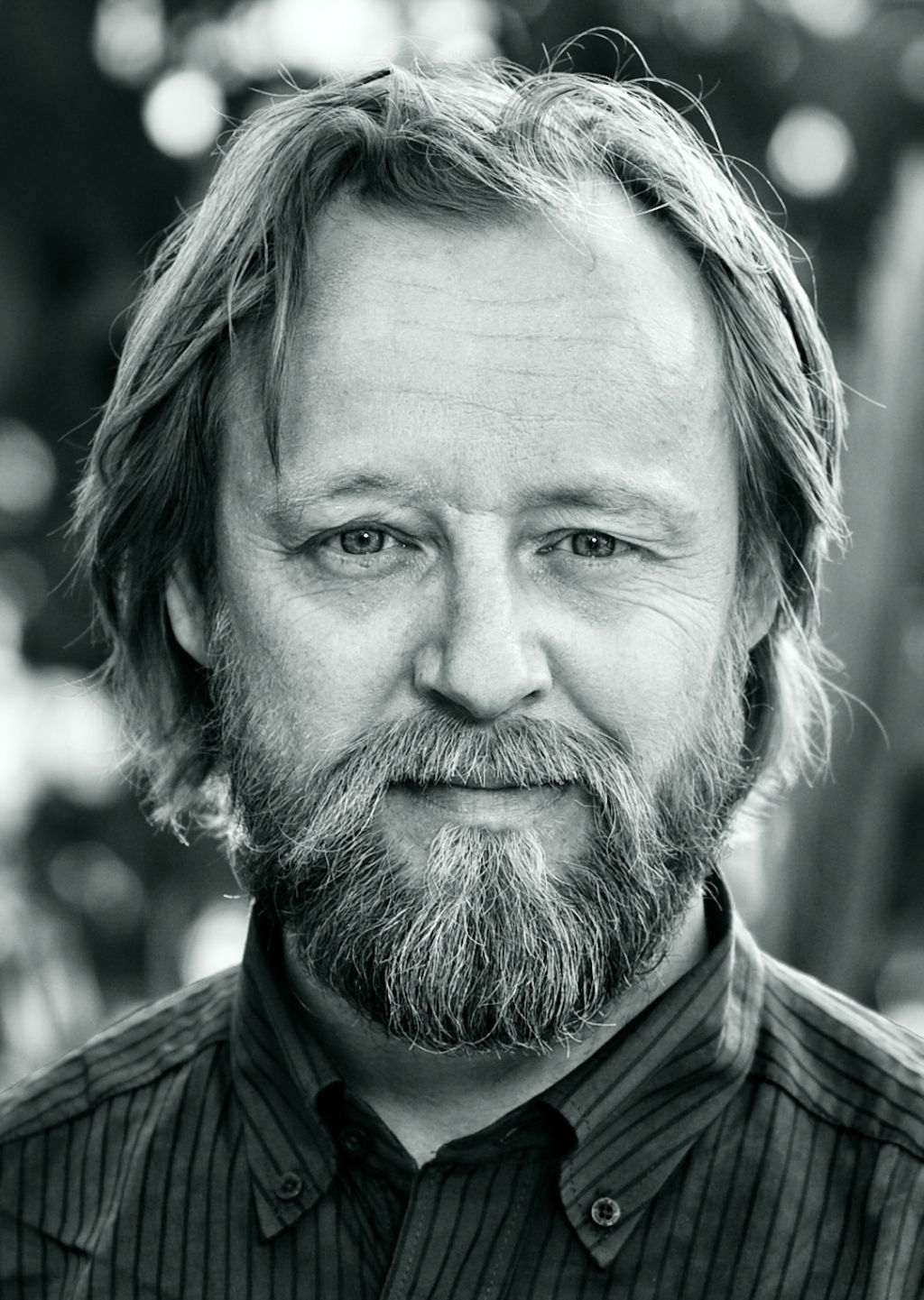
C. Parkin (2010)

Cedric Parkin (auch OM C. Parkin) (* 1962 in Hamburg) ist ein deutscher spiritueller Lehrer und Buchautor.

## Leben
Cedrik Parkin studierte Psychologie, brach das Studium aber nach 3 Jahren ab. Er beschäftigte sich dann intensiv mit der spirituellen Tradition des Sufismus und dem Enneagramm als Spiegel der menschlichen Psyche. 1990 erlitt er mit 27 Jahren einen schweren Autounfall und lag zwei Tage im Koma. Er berichtet über eine Todeserfahrung, die ihn und sein Leben verwandelt habe. Kurz nach dem Unfall begegnete er seiner spirituellen Lehrerin Gangaji, die ihm geholfen habe, seine Todeserfahrung, die die alltägliche Erfahrungswelt sprengte, zu verarbeiten. Sie schickte ihn zu ihrem Lehrer H. W. L. Poonja, der ihm den spirituellen Namen OM gegeben habe. Er vermittelt die Erkenntnis des Absoluten in Form von Gesprächen über das Sein im Darshan weiter. Er ist Initiator der OM-Stiftung Innere Wissenschaft und des Verlages für Weisheitsliteratur advaitaMedia, Gründer und Leiter der Mysterienschule Enneallionce – Schule für Innere Arbeit und des modernen Klosters Gut Saunstorf.

## Lehre
OM C. Parkin ist Vertreter der stillen Tradition. Die spirituelle Lehre, von ihm auch als Innere Wissenschaft bezeichnet, gründet sich einerseits auf die östliche Advaita-Tradition (Lehre der Nicht-Dualität, bekanntester Vertreter: Ramana Maharshi), bedient sich andererseits aber auch westlicher Erfahrungswege (z. B. Christliche Mystik, Georges I. Gurdjieff Der Vierte Weg) und psychologisch-wissenschaftlicher Methoden, die die höchsten inneren Erwachenslehren miteinander verbinden: Advaita, Zen, Christliche Mystik.

## Publikationen (Auswahl)
- Die Geburt des Löwen – Dialoge zur Selbsterforschung. Lüchow, 1998, ISBN 3-925898-89-1.
  - Taschenbuchausgabe: Goldmann Arkana, München 2006, ISBN 3-442-21742-3.
- Auge in Auge mit dir Selbst – Gespräche im Sein. advaitaMedia, 2003, ISBN 3-936718-01-6.
- Donnerschlag und Tempelstille – Unterweisungen eines modernen Zen-Lehrers für jeden Tag des Jahres. advaitaMedia, J.Kamphausen 2004, ISBN 3-936718-08-3.
- Tod - OM C. Parkin live. Hör-Buch I, advaitaMedia, J.Kamphausen 2004, mit CD (60 Min.), ISBN 3-936718-05-9.
- Gott und Teufel - OM C. Parkin live. Hör-Buch II, advaitaMedia, 2004, mit CD (60 Min.), ISBN 3-936718-07-5.
- Mysterienschule - Schule für innere Transformation. advaitaMedia, 2008, ISBN 978-3-936718-10-2.
- mit Ramana Maharshi und Willigis Jäger: Wege der Stille – Reihe Advaita Band 1. advaitaMedia, 2008, ISBN 978-3-936718-12-6.
- Die romantische Liebe - OM C. Parkin live. Hör-Buch III, advaitaMedia, 2009, mit Doppel-CD (100 Min.), ISBN 978-3-936718-13-3.
- mit Lee Lozowick und Andrew Cohen: Stirb und Werde. Die Kraft des Neubeginns – Reihe Advaita Band 2. advaitaMedia, 2010, ISBN 978-3-936718-20-1.
- Intelligenz des Erwachens - Die spirituelle Neugeburt des Menschen. advaitaMedia, 2010, ISBN 978-3-936718-19-5.
- Das Digitale Zeitalter aus Sicht der Weisheitslehre, advaitaMedia, 2017, ISBN 978-3-936718-42-3
- mit Annette Kaiser und Barry Long: Gelebte Spiritualität - Wege der Annäherung. Reihe advaita Band 3, advaitaMedia, 2012, ISBN 978-3-936718-25-6.
- Glück und Leiden. advaitaMedia, 2013, mit CD (70 Min.), ISBN 978-3-936718-27-0.
- Angst - Die Flucht aus der Wirklichkeit. - die drei emotionalen Grundkräfte des Enneagramms der Charakterfixierungen Band 1, advaitaMedia, 2015, ISBN 978-3-936718-35-5
- Spirituelle Meisterschaft - Lehrer und Schüler auf dem inneren Weg, advaitaMedia, 2019, ISBN 978-3-936718-55-3.
- Zorn - Der Kampf gegen die Wirklichkeit - die drei emotionalen Grundkräfte des Enneagramms der Charakterfixierungen Band 2, advaitaMedia, 2020, ISBN 978-3-936718-58-4.
- Das Erwachen des schlafenden Elefanten - Der Mensch auf dem Großen Pfad ewiger Weisheit, advaitaMedia, 2021, ISBN 978-3-936718-63-8.
- Zazen oder die stetige Bereitschaft zum Neubeginn – jetzt! In: OM C. Parkin, Muho Nölke, Andrew Cohen, Josef Reichholf, Doris Zölls u. a.: Stirb und Werde: Die Kraft des Neubeginns Advaita Media 2010, ISBN 978-3-936718-20-1.